# التصحر في فلسطين
يُعرف مصطلح التصحر (بالإنجليزية: Desertification)‏ بأنه شكل من أشكال تدهور الأراضي، حيث تصبح منطقة أرضية جافة أكثر جفافًا تدريجيًا، مع فقدان المصطحات المائية والحياة البرية والنباتات. يعتبر ذلك نتيجة لمجموعة من العوامل التي تشمل التغيرات المناخية والأنشطة البشرية.

## التصحر في فلسطين
تظهر الآن مشكلة التصحر بوضوح في فلسطين، من خلال تدهور موارد الأرض من التربة والمياه والنباتات الطبيعية نتيجة الاستنزاف والتدمير الذي يشمل قطع الأشجارمثل شجر الزيتون والنخيل ومزارع الكرمة والخضروات. وقد أدى ذلك إلى تغيير في طبيعة الأرض وتقليل مساحة الأراضي القابلة للزراعة، إلى جانب العوامل الطبيعية مثل نقص الأمطار وانجراف التربة وتأثير الحيوانات على الغطاء النباتي. ومن العوامل البشرية يمكن ذكر سوء استخدام الإنسان للأرض، والممارسات الاجتماعية الضارة، والاعتداء على الأراضي الزراعية، وتفكك الملكية، وزيادة أعداد السكان في مناطق محدودة.

## آثار التصحر في فلسطين
أهم المشاكل التي من الممكن أن تنجم عن التصحر:
1. خسارة العديد من المحاصيل الزراعية.
2. تلاشي الغابات الطبيعية.
3. إرتفاع نسبة التبخر مما يؤدي إلى نقص المياه الجوفية أو السطحية.
4. تغير المناخ وذلك بسبب عكس سطح الأرض للضوء، خفض المعدل لإنتاج النبات وزيادة ثاني أكسيد الكربون.

## أنظر أيضاََ
- التصحر في سوريا
- التصحر في الأردن
- التصحر في الوطن العربي
- التصحر
- اليوم العالمي لمكافحة التصحر والجفاف